# Elgin Baylor
Elgin Gay Baylor (Washington, 16 settembre 1934 – Los Angeles, 22 marzo 2021) è stato un cestista, allenatore di pallacanestro e dirigente sportivo statunitense, professionista nella NBA. Fa parte della Hall of Fame del basket americano, avendo giocato 13 stagioni come ala per i Minneapolis Lakers / Los Angeles Lakers.
Il 14 aprile 1962 in occasione di gara 5 delle NBA Finals 1962 stabilisce con 61 punti il record di punti segnati in una singola partita delle NBA Finals, record ad oggi ancora imbattuto. Fu inoltre, la miglior prestazione per punti nella storia dei Playoff NBA, fino al 20 aprile 1986, giorno in cui Michael Jordan realizzò 63 punti contro i Boston Celtics al Boston Garden.
È considerato uno dei giocatori più forti nella storia della NBA a non avere mai vinto un titolo, arrivò infatti ben otto volte alle Finals, venendo tuttavia sempre sconfitto.
Ha lavorato per 22 anni come general manager dei Los Angeles Clippers, fino alla stagione 2008-09. Il 7 aprile 2018 è stata inaugurata una statua in suo onore.

## Caratteristiche tecniche
Alto 196 centimetri (6'5") per 102 kg, ha ricoperto per la maggior parte della sua carriera il ruolo di ala piccola.

## Carriera

### High school e college
Mostrando talento già in età scolastica, a causa dei suoi scarsi rendimenti negli studi, abbandonò temporaneamente la high school, andando a lavorare in un negozio di forniture domestiche, giocando a basket nella lega del suo quartiere.
Il suo curriculum scolastico negativo gli impedì di trovare facilmente spazio nei college, fino a quando un amico non riuscì a procurargli una borsa di studio per un college in Idaho, dove avrebbe dovuto giocare a basket e football. L'anno dopo, a causa di un taglio delle borse, Elgin, dopo aver saltato un anno di studi giocando in una squadra amatoriale, venne accolto nella Seattle University.
Baylor condusse nel 1958 la sua squadra fino alla finale NCAA, che persero contro Kentucky. Terminata la sua carriera universitaria, con una media di 31,3 punti per partita, Elgin era finalmente pronto per l'approccio con la National Basketball Association.

### NBA
Il grande talento del ragazzo fu immediatamente visionato dagli scout dei Minneapolis Lakers, che lo scelsero come prima scelta assoluta del draft 1958. La sua media di 24,9 punti (55 in una singola partita) e 15 rimbalzi a partita gli valse il titolo di Rookie of the Year, premio assegnato ogni anno al miglior esordiente della massima lega americana. Nei play-off fu in grado di guidare i suoi Lakers fino alla finale NBA (dove vennero battuti 4-0 da Boston), dando origine alla storica rivalità fra Celtics e Lakers.
Gli anni sessanta lo videro affermarsi come uno dei più grandi giocatori del basket americano, in un periodo ricchissimo di grandi campioni. Nel 1960 stabilì il nuovo record di punti segnati in una singola partita: 71 (primato che di lì a poco sarebbe stato battuto da Wilt Chamberlain). Con l'importante contributo del forte compagno di squadra Jerry West, raggiunse medie molto elevate di realizzazioni, attorno ai 30 punti, e di rimbalzi, sempre notevolmente sopra la doppia cifra, guidando la squadra dei Lakers (la cui franchigia si era nel frattempo trasferita da Minneapolis a Los Angeles) a ben 4 finali NBA (1962, 1963, 1965 e 1966) nel giro di 5 stagioni, tutte disputate contro i Boston Celtics e peraltro tutte perse.
I Lakers, ancora guidati dal temibile duo West-Baylor, ottennero l'accesso alle Finals per altri due anni consecutivi, nel 1968 e nel 1969, dove vennero sconfitti nuovamente dai Celtics.
Nel 1968 L.A. annoverò l'acquisto di Wilt Chamberlain che, seppur in fase calante di carriera, portò alla formazione guidata da Joe Mullaney quella presenza sotto canestro che ai Lakers mancava dai tempi di George Mikan. Baylor e compagni si aprirono ancora una volta in maniera irresistibile la strada verso la finale NBA; stavolta in opposizione trovarono i New York Knicks capitanati da Willis Reed, ma il risultato fu lo stesso delle annate precedenti: sconfitti, in sette partite (4-3).
L'ultimo anno della carriera di Baylor (1972) sarebbe finalmente stato quello del tanto sudato titolo, che avrebbe meritato come pochi altri, ma un infortunio ad inizio stagione gli consentì di giocare solo pochissime partite; Baylor decise di ritirarsi a metà stagione, con la gamba ancora ingessata, privandosi della partecipazione ai vittoriosi play-off. La squadra però dispose di preparare un anello celebrativo anche per lui, che lo accettò con grande emozione, ma non lo ha mai considerato come suo.

### Dopo il ritiro
Dopo essersi ritirato, Baylor è diventato dapprima allenatore dei New Orleans Jazz alla fine degli anni settanta e successivamente, nel 1986 il general manager dell'altra squadra di Los Angeles, i Clippers. Dopo anni in cui è stata una delle squadre meno considerate della lega, nella stagione 2005-06, con l'approdo al secondo turno dei play-off, Baylor ha ottenuto un importante riconoscimento per il suo lavoro: il premio come miglior general manager della stagione.
È morto il 22 marzo 2021, a Los Angeles, all'età di 86 anni.

## Statistiche

### NBA
| * | Primo nella lega |

#### Regular Season
| Anno      | Squadra            | PG  | PT | MP   | TC%  | 3P% | TL%  | RP   | AP  | PRP | SP | PP   |
| --------- | ------------------ | --- | -- | ---- | ---- | --- | ---- | ---- | --- | --- | -- | ---- |
| 1958-1959 | Minneapolis Lakers | 70  | -  | 40,8 | 40,8 | -   | 77,7 | 15,0 | 4,1 | -   | -  | 24,9 |
| 1959-1960 | Minneapolis Lakers | 70  | -  | 41,0 | 42,4 | -   | 73,2 | 16,4 | 3,5 | -   | -  | 29,6 |
| 1960-1961 | L.A. Lakers        | 73  | -  | 42,9 | 43,0 | -   | 78,3 | 19,8 | 5,1 | -   | -  | 34,8 |
| 1961-1962 | L.A. Lakers        | 48  | -  | 44,4 | 42,8 | -   | 75,4 | 18,6 | 4,6 | -   | -  | 38,3 |
| 1962-1963 | L.A. Lakers        | 80* | -  | 42,1 | 45,3 | -   | 83,7 | 14,3 | 4,8 | -   | -  | 34,0 |
| 1963-1964 | L.A. Lakers        | 78  | -  | 40,6 | 42,5 | -   | 80,4 | 12,0 | 4,4 | -   | -  | 25,4 |
| 1964-1965 | L.A. Lakers        | 74  | -  | 41,3 | 40,1 | -   | 79,2 | 12,8 | 3,8 | -   | -  | 27,1 |
| 1965-1966 | L.A. Lakers        | 65  | -  | 30,4 | 40,1 | -   | 73,9 | 9,6  | 3,4 | -   | -  | 16,6 |
| 1966-1967 | L.A. Lakers        | 70  | -  | 38,7 | 42,9 | -   | 81,3 | 12,8 | 3,1 | -   | -  | 26,6 |
| 1967-1968 | L.A. Lakers        | 77  | -  | 39,3 | 44,3 | -   | 78,6 | 12,2 | 4,6 | -   | -  | 26,0 |
| 1968-1969 | L.A. Lakers        | 76  | -  | 40,3 | 44,7 | -   | 74,3 | 10,6 | 5,4 | -   | -  | 24,8 |
| 1969-1970 | L.A. Lakers        | 54  | -  | 41,0 | 48,6 | -   | 77,3 | 10,4 | 5,4 | -   | -  | 24,0 |
| 1970-1971 | L.A. Lakers        | 2   | -  | 28,5 | 42,1 | -   | 66,7 | 5,5  | 1,0 | -   | -  | 10,0 |
| 1971-1972 | L.A. Lakers        | 9   | -  | 26,6 | 43,3 | -   | 81,5 | 6,3  | 2,0 | -   | -  | 11,8 |
| Carriera  | Carriera           | 846 | -  | 40,0 | 43,1 | -   | 78,0 | 13,5 | 4,3 | -   | -  | 27,4 |
| All-Star  | All-Star           | 11  | -  | 29,2 | 42,7 | -   | 79,6 | 9,0  | 3,5 | -   | -  | 19,8 |

#### Play-off
| Anno     | Squadra            | PG  | PT | MP   | TC%  | 3P% | TL%  | RP   | AP  | PRP | SP | PP    |
| -------- | ------------------ | --- | -- | ---- | ---- | --- | ---- | ---- | --- | --- | -- | ----- |
| 1959     | Minneapolis Lakers | 13* | -  | 42,8 | 40,3 | -   | 77,0 | 12,0 | 3,3 | -   | -  | 25,5  |
| 1960     | Minneapolis Lakers | 9   | -  | 45,3 | 47,4 | -   | 84,0 | 14,1 | 3,4 | -   | -  | 33,4* |
| 1961     | L.A. Lakers        | 12* | -  | 45,0 | 47,0 | -   | 82,4 | 15,3 | 4,6 | -   | -  | 38,1* |
| 1962     | L.A. Lakers        | 13  | -  | 43,9 | 43,8 | -   | 77,4 | 17,7 | 3,6 | -   | -  | 38,6* |
| 1963     | L.A. Lakers        | 13* | -  | 43,2 | 44,2 | -   | 82,5 | 13,6 | 4,5 | -   | -  | 32,6* |
| 1964     | L.A. Lakers        | 5   | -  | 44,2 | 37,8 | -   | 77,5 | 11,6 | 5,6 | -   | -  | 24,2  |
| 1965     | L.A. Lakers        | 1   | -  | 5,0  | 0,0  | -   | -    | 0,0  | 1,0 | -   | -  | 0,0   |
| 1966     | L.A. Lakers        | 14  | -  | 41,9 | 44,2 | -   | 81,0 | 14,1 | 3,7 | -   | -  | 26,8  |
| 1967     | L.A. Lakers        | 3   | -  | 40,3 | 36,8 | -   | 75,0 | 13,0 | 3,0 | -   | -  | 23,7  |
| 1968     | L.A. Lakers        | 15  | -  | 42,2 | 46,8 | -   | 67,9 | 14,5 | 4,0 | -   | -  | 28,5  |
| 1969     | L.A. Lakers        | 18* | -  | 35,6 | 38,5 | -   | 63,0 | 9,2  | 4,1 | -   | -  | 15,4  |
| 1970     | L.A. Lakers        | 18  | -  | 37,1 | 46,6 | -   | 74,1 | 9,6  | 4,6 | -   | -  | 18,7  |
| Carriera | Carriera           | 134 | -  | 41,1 | 43,9 | -   | 76,9 | 12,9 | 4,0 | -   | -  | 27,0  |

## Palmarès
- NCAA Basketball Tournament Most Outstanding Player: 1 (1958)
- Per tre volte 2º (1961, 1963 e 1968) e due volte 3º (1960 e 1967) nella classifica dei marcatori, Elgin Baylor figura come 5º di tutti i tempi per punti/partita (27,4 in 846 partite giocate);

- Rookie dell'anno: 1

1959
- Convocazioni all'NBA All-Star Game: 11

1959, 1960, 1961, 1962, 1963, 1964, 1965, 1967, 1968, 1969, 1970
- Squadre All-NBA: 10

First Team: 1959, 1960, 1961, 1962, 1963, 1964, 1965, 1967, 1968, 1969
- Quarantesimo miglior marcatore di sempre sommando ABA e NBA
- Trentacinquesimo miglior marcatore di sempre NBA
- Terzo migliore marcatore di sempre per punti a partita NBA in regular season (27,36 punti a partita)
- Ventottesimo miglior rimbalzista di sempre NBA
- Nono migliore giocatore di sempre per rimbalzi a partita NBA in regular season (13,55 rimbalzi a partita)
- Undicesimo migliore rimbalzista di sempre per rimbalzi a partita NBA nei Playoff (12,9 rimbalzi a partita)
- Introdotto nella Basketball Hall of Fame nel 1977;
- Incluso tra gli 11 migliori giocatori nel trentacinquesimo anniversario della NBA
- Inserito tra i 50 migliori giocatori del cinquantenario della NBA dell'NBA (nel 1996).
- Inserito nel NBA 75th Anniversary Team